# Magnisía (Réthymnon)
Magnisía, en grec moderne : Μαγνησία, est un village du dème de Réthymnon, en Crète, en Grèce. Selon le recensement de 2011, la population de Magnisía compte 169 habitants. Le village est situé à une altitude de 85 m et à 11 km de Réthymnon.